# Campitello
Campitello är en kommun i departementet Haute-Corse på ön Korsika i Frankrike. Kommunen ligger i kantonen Alto-di-Casaconi som tillhör arrondissementet Corte. År 2022 hade Campitello 108 invånare.

## Befolkningsutveckling
Antalet invånare i kommunen Campitello
Referens:INSEE